# 넬라 라슨
넬라 라슨(영어: Nella Larsen, 1891년 4월 13일~1964년 3월 30일)은 미국의 소설가이다. 그녀는 간호사와 사서로 일하면서 1928년에 《퀵샌드》(Quicksand)와 1929년에 《패싱》(Passing) 등 두 권의 소설과 몇 편의 단편 소설을 출판했다. 넬라 라슨은 문학작품을 많이 쓰진 않았지만 당시 사람들로부터 많은 인정을 받았었다. 그녀의 글에 대한 사람들의 관심이 다시 생기게 된 건 인종적, 성적 정체성 문제가 연구되던 20세기 후반부터였다. 라슨의 작품은 수많은 학술 연구의 주제가 되었으며, 현재 그녀는 "할렘 르네상스의 최고 소설가일 뿐만 아니라 미국 모더니즘의 중요한 인물"로 평가받고 있다.